# Porpacithemis
Genre
Porpacithemis est un genre dans la famille des Libellulidae appartenant au sous-ordre des anisoptères dans l'ordre des odonates. Il comprend trois espèces.

## Espèces du genrePorpacithemis
- Porpacithemis dubia Fraser, 1954
- Porpacithemis leakeyi (Pinhey, 1955)
- Porpacithemis trithemoides Fraser, 1958